# El llibre de l'amor (pel·lícula de 1990)
El llibre de l'amor (títol original: Book of Love) és una pel·lícula estatunidenca dirigida per Robert Shaye, estrenada el 1990. Ha estat doblada al català. Es basa en la novel·la autobiogràfica Jack in the Box de William Kotzwinkle (el nom de la novel·la es va canviar per  El llibre de l'amor  quan va sortir la pel·lícula).
La pel·lícula va ser originalment classificada PG-13, però el subsegüent DVD va ser classificat R-rated (R per al contingut sexual i llenguatge). La protagonitza Chris Young, Keith Coogan, i John Cameron Mitchell.

## Argument
Jack Twiller (Michael McKean) té notícies d'una vella amiga de l'institut. Això el fa obrir l'anuari de la seva escola - el seu "Llibre de l'amor" - i recordar els temps vells, els anys 50, quan estava en el seu darrer any d'institut (Chris Young) i la seva família es va traslladar a la ciutat. Intentava aconseguir l'atenció de Lily (Josie Bissett), que desafortunadament era amb Angelo (Beau Dremann).

## El germà
Al llibre "Jack In The Box", les experiències de Jack Twiller tenen lloc a l'institut, però en el seu guió cinematogràfic, William Kotzwinkle va crear un germà més jove, dividint aquestes experiències entre dos personatges separats.

## Repartiment
- Chris Young: Jack Twiller
- Keith Coogan: Crutch Kane
- Aeryk Egan: Peanut
- Josie Bissett: Lily
- Tricia Leigh Fisher: Gina Gabooch
- Danny Nucci: Spider Bomboni
- John Cameron Mitchell: Floyd
- Beau Dremann: Angelo Gabooch
- Jill Jaress: Sra. Kitty Twiller
- John Achorn: M. Joe Twiller
- Michael Mckean: Jack Twiller (adult)
- Michael Cavalieri: Ubaldini
- Lewis Arquette: M. Malloy
- Tom Platz: El bodybuilder

## Llocs de rodatge
- Glendale (Califòrnia)
- Los Angeles, Califòrnia
- Santa Monica, Califòrnia
- South Pasadena, Califòrnia